# ドンヒー県
ドンヒー県（ドンヒーけん、英語: Dong Hy District、ベトナム語：Huyện Đồng Hỷ / 縣洞喜?）は、ベトナム社会主義共和国タイグエン省の県である。面積は427.73 km²、人口は103,695人（2020年）である。ベト・クオン・バーミセリ協同組合などの団体がある。タイグエン省の北西部の山間部に位置する県で、タイグエン省の中心部から北西方向に3キロメートル離れたChua Hang townにある。ドンヒー県は北はヴォーニャイ県とバックカン省、南はタイグエン省とフービン県、東はバクザン省、西はフールオン県とタイグエン省に接している。タイグエン省とはCao Ngan communeを源流とするカウ川の位置を元にした自然の境界線で区切られている。

## 行政区画
以下の2市鎮13社から構成される。
- チャイカウ市鎮（Trại Cau / 砦皋）
- ソンカウ市鎮（Sông Cầu / 瀧梂）
- カイティー社（Cây Thị / 核市）
- ホアトゥオン社（Hóa Thượng / 化上）
- ホアチュン社（Hóa Trung / 化中）
- ホアビン社（Hòa Bình / 和平）
- ホプティエン社（Hợp Tiến / 合進）
- ケーモー社（Khe Mo / 溪謨）
- ミンラップ社（Minh Lập / 明立）
- ナムホア社（Nam Hòa / 南和）
- クアンソン社（Quang Sơn / 光山）
- タンロイ社（Tân Lợi / 新利）
- タンロン社（Tân Long / 新隆）
- ヴァンハン社（Văn Hán / 文翰）
- ヴァンラン社（Văn Lăng / 文郎）